# SORBS3
SORBS3‏ (Sorbin and SH3 domain containing 3) هوَ بروتين يُشَفر بواسطة جين SORBS3 في الإنسان.

## التفاعل
لقد ثبت أن SORBS3 يتفاعل مع DLG5 وMAPK1.